# Dominicus Pahr
Dominicus Pahr, auch Paar, († 1602 in Borgholm) war ein deutscher Baumeister.

## Leben und Wirken
Die Namen von Dominicus Pahrs Eltern sind nicht bekannt. Er selbst heiratete eine Frau unbekannten Namens, die vor ihm starb.
Quellen nennen Pahr erstmals 1560. In diesem Jahr arbeitete er als Maurermeister unter der Leitung seines Bruders Franciscus für Herzog Ulrich III. beim Bau von Schloss Güstrow. Im Jahr 1569 folgte er einem Ruf des Herzogs Johann Albrecht I. nach Schwerin. Angeleitet von seinem Bruder Johann Baptist übernahm er als Baumeister Arbeiten bei den Umbauten und Erweiterungen des Schweriner Schlosses. 1572 folgte er zusammen mit seinen beiden Brüdern einem Ruf des schwedischen Königs Johann III. Hier übernahm er 1573 die Leitung von Baumaßnahmen des Schlosses von Örebro. Anschließend beteiligte er sich an dem von seinem Bruder Johann Baptist geleiteten Wiederaufbau von Schlössern und Befestigungsanlagen in Borgholm und Kalmar. Von 1575 bis 1580 arbeitete er als Schlossbaumeister für den König von Schweden. Während dieser Zeit übernahm er alleine die Leitung der weiteren Baumaßnahmen in Borgholm und Kalmar, die er schnell abgewickelte.
Pahr entwarf unter anderem die Decken und das Interieur des „grünen“ und „goldenen“ Saales, die im inneren Schlossportal und dem Brunnenbaldachin umgesetzt wurden. Außerdem gestaltete er das Schloss im Stile italienischer Palazzi neu. Aus den Jahren 1579 und 1584 stammen Pläne Pahrs für die Stadtbefestigung Kalmars. Ungefähr zehn Jahre später arbeitete er für König Sigismund am Borgholmer Schloss. 1602 starb er dort kinderlos aufgrund der Pest.